# Estadio Julio Armando Cobar
El Estadio Julio Armando Cobar también conocido como Estadio Municipal de San Miguel Petapa fue el primer Estadio de fútbol de Guatemala en contar con gramilla artificial para partidos de Liga Nacional, también es el Estadio oficial del Deportivo Petapa que actualmente milita en la Primera División de Guatemala. También milita el equipo de la segunda división de Guatemala AFF Guatemala , también milita el Aurora Fútbol Club de la Primera División de Guatemala.

## Capacidad
El estadio cuenta con una capacidad para 7,500 espectadores en su totalidad.

## Ubicación
Se encuentra ubicado en el municipio de San Miguel Petapa en el departamento de Guatemala.